# HD172480
HD172480 — хімічно пекулярна зоря спектрального класу A0, що має видиму зоряну величину в смузі V приблизно 10,1.
Вона  розташована на відстані близько 1832,3 світлових років від Сонця.

## Пекулярний хімічний склад
Зоряна атмосфера HD172480 має підвищений вміст 
Si
.